# کولیره
کولیره (به کردی:‌ کولێرە) نوعی نان سنتی است که در مناطق کردنشین تهیه می‌شود. کولیره در کردستان ایران در استان‌های کردستان، کرمانشاه، آذربایجان غربی، ایلام و شمال لرستان رواج دارد. کولیره طعمی شیرین دارد و در انواع مختلف و به صورت دایره‌مانند پخت می‌شود. کولیره در زبان کُردی از مصدر کوڵاندِن به معنای پخته‌شده است.
کولیره در شهرهای کردنشین ایران از جمله کرمانشاه، سقز، سنندج، دهگلان، مهاباد، بیجار، دیواندره به گونه‌های مختلف پخت می‌شود و بعد از کلانه دومین نان محلی پرطرفدار در کردستان محسوب می‌شود.

## انواع کولیره
1. کولیره‌ پنجه‌کشی
2. کولیره چوره
3. کولیره گالگالی
4. کولیره کوچک
5. کولیره بزرگ
6. کولیره کلوچه‌ای